# Ключ 199

Порядок написання спрощеної форми 麦 у китайській мові

Порядок штрихування спрощеної форми 麦японською мовою

Ключ 199 або ключ «пшениця» (麥部), що означає «пшениця», є одним із 6 ключів Кансі (загалом 214 ключів), що складається з 11 рисок.
У словнику Кансі 131 ієрогліфа мають це ключ (з 49 030).
麦 (7 рисок), спрощена форма 麥, 149-ий індексувальний це 47-ий індексувальний компонент у Таблиці Індексування Компонентів Китайських Ієрогліфів, що використовується переважно в словниках Спрощеної китайської випущених у континентальному Китаї, традиційна форма 麥 вважається пов'язаним елементом. 麦 це також спрощена форма, що використовується в японській мові.

## Еволюція

Ієрогліф у Цзяґувень
Ієрогліф у Цзіньвень
Ієрогліф у Дачжуань
Ієрогліф у Сяочжуань

## Похідні ієрогліфи
| Риски | Ієрогліфи (麥)       | Ієрогліфи (麦) |
| ----- | -------------------- | -------------- |
| +0    | 麥                   | 麦             |
| +2    | 𪋿                   |                |
| +3    | 䴬 䴭 䴮 麧          |                |
| +4    | 䴯 䴰 麨 麩 麪 麫    | 麸 麸          |
| +5    | 䴱 䴲 䴳 䴴 麬 麭 麮 |                |
| +6    | 䴵 麯 麰             |                |
| +7    | 䴶 䴷 䴸 麱 麲       |                |
| +8    | 䴺 䴻 䴼 䴽 䴹 麳 麴 | 麹             |
| +9    | 𪍑 麵 麺             | 麺             |
| +10   | 䴾 䴿 䵀             |                |
| +11   | 䵁 䵂 䵅 麶          |                |
| +12   | 䵃                   |                |
| +13   | 䵄                   |                |
| +14   | 䵆                   |                |
| +15   | 𪍿                   |                |
| +18   | 麷                   |                |

Як самостійний символ 麦 є китайським ієрогліфом. Це один із Кьоїку кандзі, який вивчають у початковій школі Японії. Це кандзі другого класу.